# Бишево (острво)
Бишево (италијански - Busi ) је острво у Хрватској. Налази се у Јадранском мору недалеко од острва Виса. Острво је познато по Модрој шпиљи и пешчаним плажама. Површина острва износи око 6 км², а налази се 5 км југозападно од градића Комиже, са којим је током читаве године повезан бродском линијом.

## Прошлост
Манастир Св. Силвестар (Папа) са црквом на Бишеву је 1145. године био самостална задужбина, са властитим опатом на челу. Исти је основао опат Иван Гаудијев Грлић из Сплита 1050. године. Острво је тада потпадало под неретванску кнежевину, на чијем челу је био кнез Беригој. Манастир (самостан) је Иван (са дозволом кнежевом) уступио бенедиктинцима са Тревитских острва. То је постало њихова подружница. Манастир и острво су били касније под папином заштитом од 1181. године.
Бишево је било утврђено до 1873. године, када одлазе Аустријанци. 
Острво су посећивали многи туристи, још од 19. века, од 1884. године, а због чувене "плаве пећине". Та пећина је поређена са оном, много познатијом на италијанском острву Капри. О открићу (за ширу јавност) познате јадранске атракције проговорио је 1940. године загребачки новинар и фото-репортер Фрањо Фуис, током свог предавања под називом "Господари олујног оточја". Пећину је по сећању рибара, половином 19. века случајно открио један немачки сликар. Био је то Бечлија, уметник Еуген барон Рансонет. Он је привучен лепотом Приморја дошао ту да слика и приметио да деца са острва, "нестају" испод стена током купања. Забринут за њихов живот, кренуо је за њима чамцем и пробијајући се кроз "рупу", упловио у "Модру шпиљу".
Пред Други светски рат се пропагирала туристичка понуда Југославије, да је то "земља са хиљаду острва". Ко год би посетио Вис, кренуо би јужније морским путем до Бишева. Учесници Трећег међународног конгреса туриста, који је одржан у Београду септембра 1927. године посетили су као атракцију између осталог и Бишево. Лађа "Хвар" је августа 1936. године донела три југословенска краљевића, Карађорђевића.
Острво је одувек било под јаким утицајем морских таласа са југа, који су "ломили" острвско тло. Под њиховим дејством настала је и позната пећина, у коју се улази само бродићем. Острво је имало у првој половини 20. века осам насеља, а број становника је стално опадао. Тако је 1900. године било око 300 житеља, 1943. године - 193, а 1967. године само 160. То је 30 становника на километар квадратни простора.
На острву је између два светска рата радила Државна основна школа. Била је то мешовита школа са једним одељењем, у којој је радио по један учитељ. Учитељски кадар се стално мењао, па се помињу: Доминка Доброшић (1928), Младинео Доминка (1930), Марија Виталић (1930), Андрија Станојевић (1930-1934), Миљенко Браичин (1937) и други. Бишевска школа је престала са радом због депопулације острва, 1962. године.
На Комижу (Вис) и Бишеву је у јесен 1933. године сниман домаћи тон филм "А живот тече даље...", са Итом Риному главној улози.
На острву је током Другог светског рата постојао јак комунистички покрет. Постојала је организација СКОЈ-а, јер су млади предњачили. Када је ту прешештена већа партизанска јединица (батаљон) острово је претворено у заробљенички логор. Крајем Другог светског рата на Бишеву су допремљени заробљеници Немци, њих 800. Они су похватани на околним острвима у ту логорисани. Али најпре су ту затворени Италијани, по паду Италије (1943).
Године 1959. ученица четвртог разреда Луција Богдановић је описала своје Бишево. По њој Бишево је мали "оток" усред мора, на којем тада живи око 150 људи, који живе од виноградарства и риболова.
По попису из 2001. године на острву живи 19 сталних становника, од којих је осморо старијих од 65 година. Још 1961. је на Бишеву је било 114 становника (пре Другог светског рата преко 200), који су се преселили углавном у Комижу. Многи становници Комиже имају винограде и маслињаке на острву и проводе време лети на њему.